# Dang Shen
Dang Shen (Codonopsis pilosula) (chinesisch 黨參 / 党参, Pinyin dǎngshēn) ist eine Pflanzenart aus der Gattung Codonopsis in der Familie der Glockenblumengewächse. Sie ist in Ostasien heimisch und findet Anwendung in der traditionellen chinesischen Medizin.

## Merkmale
Codonopsis pilosula ist eine krautige, windende Kletterpflanze die 2 bis 3 Meter hoch oder lang werden kann. Die schlanken Sprossachsen sind meist kahl. Die in der Heilkunde verwendeten Wurzeln sind 1 bis 3 cm dick.
Die wechsel- oder gegenständigen, gestielten Laubblätter sind eiförmig bis leicht herzförmig. Sie sind spitz bis stumpf, mehr oder weniger gekerbt bis leicht gebuchtet und mehr oder weniger fein borstig.
Die relativ großen, glockenförmigen Blüten mit doppelter Blütenhülle erscheinen einzeln und endständig. Die im Juni und August erscheinenden zwittrigen, fünfzipfligen und gestielten Blüten sind gelb-grün und innen mehr oder weniger purpurn gefleckt, sie werden von Insekten bestäubt. Die kurzen, eingeschlossenen Staubblätter sind frei. Der Fruchtknoten mit kurzem Griffel und großer, dreilappiger Narbe ist halbunterständig bis unterständig.
Es werden vielsamige und lokulizidale Kapselfrüchte mit beständigem Kelch gebildet. Die etwa 1 Millimeter großen, bräunlichen Samen werden im August oder September reif.
Die Chromosomenzahl beträgt 2n = 16.

## Standort und Verbreitung
Dang Shen wächst an baumbestandenen Bachufern und Waldrändern in Nordostasien (Nordchina – im Gebirge auch weiter südlich –, Mongolei, russisch-mongolisches Grenzgebiet, Korea). In Kultur gedeiht die Pflanze auch in voller Sonne.

## Taxonomie
Dang Shen wurde 1884 von Adrien René Franchet in Plantae Davidianae ex Sinarum Imperio Band 1 Seite 192 als Campanumoea pilosula erstbeschrieben. Die Art wurde 1930 vom schwedischen Botaniker John Frithiof Nannfeldt (1904–1985) in Acta Horti Gothoburgensis Band 5 Seite 29 als Codonopsis pilosula (Franch.) Nannf. in die Gattung Codonopsis gestellt.

## Verwendung
Die Wurzeln werden medizinisch genutzt. Sie werden als Ersatz für Ginseng verwendet. Die der verwandten Codonopsis lanceolata werden meist als Gemüse genutzt, sie werden öfters verwechselt.